# Marliana
Marliana est une commune italienne de la province de Pistoia dans la région Toscane en Italie.

## Géographie

Localisation de la commune de Marliana à l'intérieur de la province de Pistoia

## Administration
| Période                                  | Période  | Identité      | Étiquette      | Qualité |
| ---------------------------------------- | -------- | ------------- | -------------- | ------- |
| 29 mai 2007                              | En cours | Luca Bernardi | Centrosinistra |         |
| Les données manquantes sont à compléter. |          |               |                |         |

### Hameaux
Panicagliora, Momigno et Serra Pistoiese

### Communes limitrophes
Massa e Cozzile, Pescia, Pistoia, Piteglio, Serravalle Pistoiese

## Jumelage
Saint-Léger-en-Yvelines (France) : depuis le 7 octobre 2006